# Pål Øie
Pål Øie talvolta anche come Pål Øye (15 novembre 1961) è un regista e sceneggiatore norvegese.

## Biografia
Øie, ha ottenuto il successo con il film d'esordio: La foresta misteriosa (Villmark) del 2003. Dal 1997, ha realizzato una serie di cortometraggi. Nel 2013 ha co-diretto con il regista Karl Johan Paulsen un documentario sul pittore norvegese Lars Hertervig, intitolato Lysets vanvidd.

## Filmografia

### Regista
- Brønnen (1997) - cortometraggio
- Zorry (2000) - cortometraggio
- Steppdans (2001) - cortometraggio
- Stopp (2001) - cortometraggio
- Siste hus (2002) - cortometraggio
- La foresta misteriosa (Villmark) (2003)
- Vakuum (2004) - cortometraggio
- Familien Bergs erfaringer (2008) - cortometraggio
- Skjult (2009) - cortometraggio
- Lysets vanvidd, co-regia di Karl Johan Paulsen (2013)
- OppNed (2014) - cortometraggio
- Villmark Asylum - La clinica dell'orrore (Villmark 2) (2015)
- ASTRUP - Flammen over Jølster (2019)
- The Tunnel - Trappola nel buio (Tunnelen) (2019)